# Униконты
Униконты, или одножгутиковые (лат. Unikonta), — монофилетический надцарственный таксон, предложенный Томасом Кавалье-Смитом. Подразделяется на заднежгутиковых (Opisthokonta) и амёбозоев (Amoebozoa). Unikonta вместе с сестринским таксоном Bikonta составляют домен эукариот.

## Характеристика
Unikonta — одноклеточные и многоклеточные эукариотические организмы, одноклеточные формы которых либо имеют один жгутик (Opisthokonta), либо обладают амебоидной формой и не имеют жгутиков (Amoebozoa). К Opisthokonta относятся многоклеточные животные и грибы.
Растения и другие эукариотические организмы, одноклеточные формы которых обладают двумя жгутиками, относятся к биконтам.